# Tavares (Rio Grande do Sul)
Tavares is een gemeente in de Braziliaanse deelstaat Rio Grande do Sul. De gemeente telt 5.283 inwoners (schatting 2009).

## Aangrenzende gemeenten
De gemeente grenst aan Mostardas en São José do Norte.

## Verkeer en vervoer
De plaats ligt aan de noord-zuidlopende weg BR-101 tussen Touros en São José do Norte.